# エステグラル・フーゼスターンFC
エステグラル・メッリ＝サナティ・フーゼスターンフットボールクラブ（ペルシア語: باشگاه فوتبال استقلال ملی-صنعتی خوزستان ）、通称・エステグラル・フーゼスターンは、イラン・フーゼスターン州アフヴァーズに本拠を置くサッカークラブ。2018-19年シーズンにペルシアン・ガルフ・プロリーグから降格し、現在はアーザーデガーン・リーグ（イラン2部）所属。
イランには「エステグラル」を名乗るクラブが複数あり、一般に「エステグラルFC」というと首都テヘランのクラブ（エステグラル・テヘラン・フットボール・クラブ）を指し、そのほかにアフヴァーズに本拠を置くクラブ（エステグラル・アフヴァーズFC）も存在するが、これらとは異なるクラブである。2011年にアーザーデガーン・リーグに出場するためにエステグラル・ジャヌーブのライセンスを譲受して現在の名称となったものである。2012-13年シーズンではグループBで2位となり昇格プレーオフの参加資格を得たが、グループ首位だったシャフルダーリー・タブリーズFCの八百長疑惑により自動昇格権が繰り上がりペルシアン・ガルフ・プロリーグに昇格。2015–16年シーズンにはペルシアン・ガルフ・プロリーグのタイトルを獲得している。

## 歴史

### 設立と初期
エステグラル・フーゼスターンFCは、2011-12シーズンが始まる直前に、アーザーデガーン・リーグに昇格したばかりのエステグラル・ジャヌーブ・テヘランSCのライセンスを取得して設立された。 2011-12シーズンは6位で終えた後、翌シーズンはグループBで2位に躍進し、初のプロリーグ昇格を果たした。

### プロリーグへの昇格
プロリーグ初年度となる2013-14シーズンは勝ち点29と残留プレーオフ圏と並ぶが、得失点差で12位となり残留を果たす。ハズフィー・カップはラウンド32で終える。
2014–15シーズンを14位で終え、残留プレーオフに進むが、メス・ケルマーンを2試合合計で3-0で下し、この年も残留を果たす。

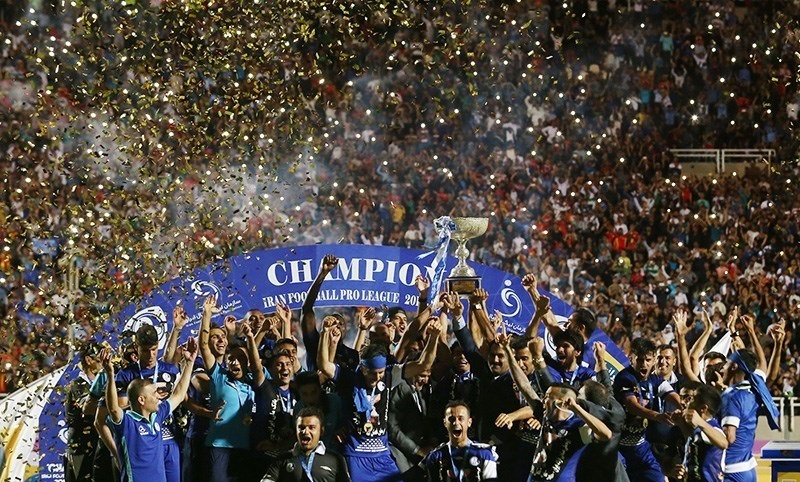
2015–16シーズンにリーグタイトルを獲得した後に祝うエステグラルフーゼスタンの選手

2015–16シーズンを迎えるに当たり、セカンドチームであるフーラード・ノビン（現在のフーラード・フーゼスターンB）から多くの選手を獲得し、アブドッラ・ヴェイシ率いるチームはスタートダッシュに成功。第12節には4連勝を達成し、シーズン前半のチャンピオンを獲得した。チームはシーズン後半も勢いを維持するが、2016年1月1日に同率首位のペルセポリスに敗れて2位に後退するが、ヴェイシは後に、私たちの主な目標はAFCチャンピオンズリーグに進出することだと語った。エステグラル・フーゼスタンは、5月8日に史上初めてAFCチャンピオンズリーグに出場した。エステグラル・フーゼスタンは、ゾブ・アハンに2-0で勝利した後、5月13日にリーグタイトルを獲得した。

#### 降格
次のシーズンへのスタートが悪かった後、 FIFAはエステグラル・フーゼスタンから6ポイントを差し引いた。ダリウシュ・ヤズディが解任され、カリム・ブースターニがコーチに取って代わった。 Boostaniの下では最終的に結果は改善せず、彼はMohammadAlaviに置き換えられました。エステグラル・フーゼスタンは、エステグラルに4対2で敗れた後、2019年5月3日にペルシアンガルフプロリーグからアザデガンリーグに降格しました。

## スタジアム
2011年にクラブが買収された後、クラブはアフヴァーズのタクティスタジアムでホームマッチを行いました。クラブがイランプロリーグに昇格した後、クラブはタクティでプレーし続けることが決定され、ペルセポリス、エステグラル、フーラードなどのビッグゲームは新しく建てられたガディールスタジアムでプレーしました。 2015年、都市のライバルであるフーラードが私有地に移籍したため、クラブは永久にガディールに移りました。

## タイトル

### 国内大会

#### リーグ
- ペルシアンガルフプロリーグ：
  - 優勝（1） ： 2015–16

#### カップ
- スーパーカップ
  - 準優勝（1） ： 2016

## クラブ成績
| シーズン | リーグ                     | 順位 | ハズフィーカップ | ACL        | 特記事項       |
| -------- | -------------------------- | ---- | ---------------- | ---------- | -------------- |
| 2011–12  | アザデガンリーグ           | 6位  | ラウンド32       | －         |                |
| 2012–13  | アザデガンリーグ           | 2位  | ラウンド32       | －         | 昇格           |
| 2013–14  | ペルシアンガルフプロリーグ | 12位 | ラウンド32       | －         |                |
| 2014–15  | ペルシアンガルフプロリーグ | 14位 | ラウンド16       | －         | 降格プレーオフ |
| 2015–16  | ペルシアンガルフプロリーグ | 1位  | ラウンド16       | －         | スーパーカップ |
| 2016–17  | ペルシアンガルフプロリーグ | 7位  | ラウンド32       | ラウンド16 |                |
| 2017–18  | ペルシアンガルフプロリーグ | 12位 | セミファイナル   | －         |                |
| 2018–19  | ペルシアンガルフプロリーグ | 16位 | 準々決勝         | －         | 降格           |

## 国際大会成績
| シーズン | 大会                    | ラウンド   | クラブ           | ホーム | アウェイ | 合計 |
| -------- | ----------------------- | ---------- | ---------------- | ------ | -------- | ---- |
| 2017年   | AFCチャンピオンズリーグ | グループB  | アル・ファティフ | 1–0    | 1–1      | 2位  |
| 2017年   | AFCチャンピオンズリーグ | グループB  | アル・ジャジーラ | 1–1    | 0–1      | 2位  |
| 2017年   | AFCチャンピオンズリーグ | グループB  | アル・ドゥハイル | 1–1    | 2–1      | 2位  |
| 2017年   | AFCチャンピオンズリーグ | ラウンド16 | アル・ヒラル     | 1–2    | 1–2      | 2–4  |